# 김이
김정미(金廷美, 개명 前 이름은 김이(金怡), 1265년 ~ 1327년 12월 26일)는 고려의 문관 관료, 행정관, 정치인이다. 춘양 김씨(春陽 金氏)의 시조이다.

## 이름
초명은 김지정(金之琔)이며 충선왕으로부터 김이(金怡)라는 이름을 하사받았다. 1325년에 김정미(金廷美)로 개명(改名)하였다. 자(字)는 열심(悅心), 은지(隱之)이고 호(號)는 산남(山南)이며 시호는 광정(匡定)이다.

## 생애
경상진안동도 복주(지금의 대한민국 경상북도 안동시) 출생이다. 1280년을 전후한 시기에 음서를 통하여 관료로 등용되었다. 이후 충렬왕, 충선왕, 충숙왕 등 세 임금을 섬겼다.